# 預所
預所（あずかりどころ/あずけしょ/あずがっそ/あずかりしょ）とは、中世の荘園において本所の補任を受けて在地を統括した職。

## 概要
鎌倉時代の法制書である『沙汰未練書』には「預所者本所御領所務代官也（預所は本所の御領における所務代官である）」と記されている。12世紀頃から従来の専当・預・検校・定使などに代わって出現した。本家が本所の場合が多く、本家は大抵、王家や摂関家などの権門貴族や大寺社だったが、彼らは田舎の所領を直接知行するのを「見苦しい」こととして嫌い、所縁の者を預所に補任して荘務に当たらせた。
ただし、記録・文献上に現れる預所は様々な地位・職掌にあったことが知られている。一般的な預所は本所の補任を受けて在地において下司・公文などの下級荘官を指揮して経営にあたっていた。在地における預所では本所より派遣された者や現地の有力者、開発領主・寄進者本人（または子孫などの関係者）が任じられることが多かった。だが、一方において、本家-領家といった重層的な荘園領主が存在する荘園では本家が本所である場合、領家のことを預所と称した。更に本家が自己の家司などを預所に任じて知行させ俸禄の代わりにした場合もあった。領家や家司が預所になった場合には在京のままその地位を占めることが多く、実際の経営は彼らに任ぜられた代官などが行っていた。前者のような在地の預所を「在地預所」、後者のような京都に居住する（従って現地には赴かない）預所を「在京預所」と呼ぶ。重層的な荘園領主の構造の中では、在地預所と在京預所の両方が存在する場合もあり得、その場合は下級荘官である下司に対して前者を中司、後者を上司と称した。平安時代末期には本来は事務官的な要素の強い預所に武士が就く例も増加し、そのまま地頭や在地領主の地位を得る例も現れた。なお、鎌倉幕府においては、御家人が上司（在京預所）あるいはそれに近い権限を有する上級荘官に補任されることを禁じた「傍官上司」と呼ばれる規定があった。これは鎌倉幕府によって正式に補任されて荘園を支配した地頭は荘官としては下司もしくは中司に相当する場合が多く、幕府に仕える御家人が上司となって幕府が補任した同じ御家人である地頭との間に上下関係が発生することを危惧したための規定である。　